# Březník
Březník là một làng thuộc huyện Třebíč, vùng Vysočina, Cộng hòa Séc.